# Skalice (Nečín)
Skalice je malá vesnice, část obce Nečín v okrese Příbram ve Středočeském kraji. Leží asi čtyři kilometry od Nečína. Vybavenost Skalice je velice nízká, je zde jen jedna restaurace (hospoda) a kaplička, dříve zde bývala i typická malá jednota (krámek).
Zajíždí sem také pojízdná prodejna. Vzhledem k tomu, že je tu kvalitní životní prostředí a také proto, že leží jen 50 km od Prahy se zde v poslední době hodně staví a to prakticky jen nové rodinné domky.[zdroj?] Ze Skalice je výhled zejména směrem na západ k Brdům.

## Historie
První písemná zmínka o vesnici pochází z roku 1603.

## Obyvatelstvo
| Rok            | 1869 | 1880 | 1890 | 1900 | 1910 | 1921 | 1930 | 1950 | 1961 | 1970 | 1980 | 1991 | 2001 | 2011 | 2021 |
| -------------- | ---- | ---- | ---- | ---- | ---- | ---- | ---- | ---- | ---- | ---- | ---- | ---- | ---- | ---- | ---- |
| Počet obyvatel | 249  | 212  | 239  | 213  | 208  | 197  | 184  | 144  | 115  | 116  | 126  | 101  | 118  | 128  | 133  |
| Počet domů     | 41   | 35   | 36   | 35   | 37   | 38   | 40   | 42   | 41   | 37   | 37   | 42   | 42   | 49   | 56   |

## Obecní správa
Při sčítání lidu v letech 1850–1920 Skalice byla osadou obce Daleké Dušníky v okrese Příbram. V letech 1921–1975 byla samostatnou obcí, se kterým patřila nejprve do okresu Příbram, ale v roce 1950 v okrese Dobříš a od roku 1960 opět v okrese Příbram. Od 1. ledna 1976 je částí obce Nečín v okrese Příbram. V letech 1921–1975 k obci patřil Bělohrad.